# 諏訪部定年
諏訪部 定年（すわべ さだとし）は江戸時代後期の旗本。江戸幕府御馬預。

## 経歴
江戸幕府旗本諏訪部定軌の次男として生まれた。寛保3年（1743年）8月27日若年寄本多忠統から父への勧めにより、年頃になり馬術にも熱心だとして、以降御馬上覧の際に乗馬を務めるよう命じられた。寛保4年（1744年）1月3日初めて御目見した。延享2年（1745年）10月20日出仕して廩米200俵・月俸15人口を賜り、霞ヶ関御厩で御馬預を務めた。延享3年（1746年）60歳となった父により遠方御成の御供・御召馬の下乗りを定年が代理することが願い出された。安永5年（1776年）4月徳川家治の日光社参に供奉した。
寛政元年（1789年）1月4日預かっていた馬が乗馬始に召され、8日時服を賜った。7月25日諏訪部文九郎・村松四兵衛と相談して諸所御厩の取締や小金牧・佐倉牧の馬の管理を行い、野先へも出張するよう命じられた。御馬預在勤中、下総国真間・相模国鎌倉への遠馬や馬渡の上覧を務め、褒金を賜った。
寛政3年（1791年）3月11日新番に転じ、堀数馬組に属した。寛政4年（1792年）3月4日霞ヶ関御取跡明地内300坪を拝領し、24日引き渡された。8月14日（27日）病気により小普請に退いた。寛政5年（1793年）8月3日65歳で死去し、下谷法養寺に葬られた。法名は一歩。

## 親族
- 父：諏訪部文右衛門定軌[1]
- 妻 - 諏訪部文九郎定堅の娘[1]。
- 兄：諏訪部文九郎堅雄[1]
- 姉 - 朝比奈弥太郎泰輝の妻[1]。
- 妹[1]
- 妻 - 桜井文大夫定博の娘[1]。
- 子：諏訪部彦九郎定冬（さだふゆ） - 明和2年（1765年）5月御馬方見習となったが、安永6年（1777年）6月17日失踪した[1]。
- 娘 - 木村九郎左衛門永昌の妻[1]。
- 娘 - 清水徳川家の家臣島崎久五郎要行の妻[1]。
- 子：諏訪部富次郎定嶺（さだみね） - 小宮山弥右衛門昌雄の養子となったが、諏訪部家に戻った[1]。
- 娘 - 諏訪部定英の妻[1]。
- 養子：諏訪部三次郎定英（さだふさ） - 小出弾正英都の次男で、安永8年（1779年）7月4日養子となり[2]、12月20日御馬方見習、寛政5年（1793年）（寛政6年（1794年）[2]）11月5日跡を継いで御馬方となった[1]。
- 子：小出貞之丞尹栄（さだよし） - 小出安之助尹長の養子[1]。